# Bernhardus (Schwäbische Alb)
Der Bernhardus (auch „Spitzkopf“ genannt) ist ein Berg der Schwäbischen Alb, etwa 8 km südöstlich von Schwäbisch Gmünd gelegen. Mit seiner Höhe von 778,8 m ü. NHN ist er nur geringfügig niedriger als das benachbarte, 781,1 m hohe Kalte Feld, die höchste Erhebung in Ostwürttemberg.

## Geographie
Der Bernhardus bildet einen Vorsprung des Albtraufs in westlicher Richtung. Über den 630 m hohen Furtlepass ist er mit dem Kalten Feld, einem Zeugenberg, verbunden. Während die Hänge des Bernhardus größtenteils zum Ostalbkreis gehören, liegt der obere Teil des Berges im Landkreis Göppingen – die Grenze umreißt das Gipfelplateau.
Nach Süden geht der Bernhardus in den 757,2 m hohen Eierberg über. Zwischen Eierberg und dem östlich davon gelegenen Albtrauf liegt eine steile Schlucht, die Glasklinge.
Gipfelbereich und Nordseite des Bernhardus sind fast durchgehend bewaldet. Der Nordhang wird bis zu einer Höhe von etwa 580 m landwirtschaftlich genutzt, die zur Landesstraße 1160 abfallende Westflanke ist unterhalb der Waldfläche mit Wiesen bedeckt.

## Kapelle
Am Nordwestrand des Gipfelplateaus steht die Bernharduskapelle. Sie wurde 1880 von denen von Rechberg erbaut und ist auch heute noch ein beliebtes Pilgerziel. Jährlich findet am 20. August, dem Gedenktag des Bernhard von Clairvaux, an der Bernharduskapelle ein Wallfahrtsgottesdienst mit mehreren tausend Teilnehmern statt.

## Tourismus
Einige regionale Wanderwege führen auf oder über den Berg. Am Furtlepass befindet sich ein Wanderparkplatz. Der Schwäbische-Alb-Nordrand-Weg führt knapp östlich am Bernhardus vorbei.
2008 wurde zwischen Furtlepass und Bernhardus-Gipfel ein Weg der Besinnung eröffnet: Am Weg befinden sich Skulpturen zu unterschiedlichen Begriffspaaren.
Der Mountainbike-Trail X-ing führt über den Bernhardus.